# Bzikebi
Bzikebi (gruz. ბზიკები; pol. osy) – gruziński zespół muzyczny, w którego skład wchodzą: Giorgiji Sziolaszwili, Mariam Kikuaszwili i Mariam Tatulaszwili. Zwycięzcy 6. Konkursu Piosenki Eurowizji Junior (2008).

## Historia
W 2008 roku zespół wygrał finał 6. Konkursu Piosenki Eurowizji Junior utworem  „Bzz...”. Utwór był wykonywany w sztucznym języku i imitował odgłosy pszczół. Ubrani w lateksowe stroje przypominające owady wykonali utwór z punktu widzenia przeciętnego Gruzina bardzo trudny fonetycznie do zaśpiewania (tekst piosenki składa się głównie z frazy "bzz"). Otrzymali za niego 154 punkty, czym zapewnili pierwszy triumf Gruzji w tym konkursie.
Po powrocie do Gruzji w Tbilisi urządzono zespołowi masowe przyjęcie. Trio w 2016 roku opowiedziało również o wielkim świętowaniu w ich szkole - według relacji zespołu wszystkie lekcje w poniedziałek po konkursie zostały w szkole odwołane, aby uczcić pierwszą wygraną Gruzji w tym konkursie. Zespół powrócił na konkurs w 2010 roku, gdzie razem ze wszystkimi tryumfatorami w latach 2003-2009 wystąpili na występie interwałowym. 
Nie wiadomo, jak dalej potoczyły się losy gruzińskiego zespołu. Uważa się, że rozpadł on się w drugiej połowie 2010 roku, lecz powrócili na scenę podczas ceremonii otwarcia w 2017 roku. 
W 2022 roku zespół wystąpił w występie interwałowym jubileuszowego 20. Konkursu Piosenki Eurowizji Junior. 